# 광전자 (기업)
광전자 주식회사는 일본 코덴시 그룹 계열의 대한민국의  반도체 및 전자부품 제조 기업이다.

## 역사
2010년 7월 상장 계열사 3개사(광전자, 한국고덴시, 나리지온)의 합병을 통해 출범하였다. 1984년 7월 31일 코리아테크노(주) 상호로 설립된 후 광전자(주)로 상호가 변경되었다